# Kazuhiro Nakaya (ichthyologiste)
Kazuhiro Nakaya (仲谷 一宏, Nakaya Kazuhiro), né le 27 juillet 1945, est un ichthyologiste japonais. Il est diplômé de l'université de Hokkaidō avec un BA en 1968 et un PhD en 1972. Professeur d'environnement et des ressources marines au laboratoire marin pour la biodiversité, il est spécialiste de la taxonomie et de l'évolution des requins, des rajiformes, des chimaeras et des poissons du lac Tanganyika. Il est l'auteur de nombreux articles et livres sur les requins et les poissons. En 1995, il a été chargé de disséquer et préparer le 7e échantillon du très rare requin grande-gueule.

## Source de la traduction
- (en) Cet article est partiellement ou en totalité issu de l’article de Wikipédia en anglais intitulé « Kazuhiro Nakaya » (voir la liste des auteurs).